# 59. Międzynarodowy Festiwal Filmowy w Wenecji
59. Międzynarodowy Festiwal Filmowy w Wenecji odbył się w dniach 27 sierpnia − 6 września 2002 roku. Imprezę otworzył pokaz amerykańskiego filmu Frida w reżyserii Julie Taymor. W konkursie głównym zaprezentowano 21 filmów pochodzących z 12 różnych krajów.
Jury pod przewodnictwem chińskiej aktorki Gong Li przyznało nagrodę główną festiwalu, Złotego Lwa, irlandzkiemu filmowi Siostry magdalenki w reżyserii Petera Mullana. Drugą nagrodę w konkursie głównym, Grand Prix Jury, przyznano rosyjskiemu filmowi Dom wariatów w reżyserii Andrieja Konczałowskiego.
Honorowego Złotego Lwa za całokształt twórczości odebrał włoski reżyser Dino Risi. W ramach festiwalu odbyła się retrospektywa twórczości włoskiego reżysera Michelangelo Antonioniego oraz przegląd kina wschodnioeuropejskiego z lat 1932–1942.

## Członkowie jury

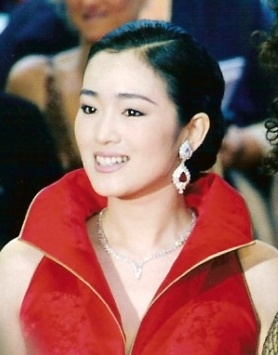
Przewodnicząca jury konkursu głównego Gong Li.

### Konkurs główny
- Gong Li, chińska aktorka − przewodnicząca jury[7][8]
- Jacques Audiard, francuski reżyser
- Ulrich Felsberg, niemiecki producent filmowy
- Jewgienij Jewtuszenko, rosyjski poeta
- László Kovács, węgierski operator filmowy
- Francesca Neri, włoska aktorka
- Yeşim Ustaoğlu, turecka reżyserka

### Sekcja "Controcorrente"
- Ghassan Abdul-Khalek, libański krytyk filmowy − przewodniczący jury
- Catherine Breillat, francuska reżyserka
- Peggy Chiao, tajwańska producentka filmowa
- Klaus Eder, niemiecki filmoznawca
- Enrico Ghezzi, włoski krytyk filmowy

### Nagroda im. Luigiego De Laurentiisa
- Paolo Virzì, włoski reżyser − przewodniczący jury
- Katinka Faragó, szwedzka producentka filmowa
- Reinhard Hauff, niemiecki reżyser
- Derek Malcolm, brytyjski krytyk filmowy
- Eva Zaoralová, dyrektor artystyczna MFF w Karlowych Warach

## Selekcja oficjalna

### Konkurs główny
Następujące filmy zostały wyselekcjonowane do udziału w konkursie głównym o Złotego Lwa:
| Tytuł polski           | Tytuł oryginalny          | Reżyseria            | Kraj produkcji    |
| ---------------------- | ------------------------- | -------------------- | ----------------- |
| Jak najbliżej raju     | Au plus près du paradis   | Tonie Marshall       | Francja           |
| Pocałunek niedźwiedzia | Bear's Kiss               | Siergiej Bodrow      | Niemcy            |
| Niewidoczni            | Dirty Pretty Things       | Stephen Frears       | Wielka Brytania   |
| Dom wariatów           | Дом дураков Dom durakow   | Andriej Konczałowski | Rosja             |
| Lalki                  | ドールズ Dōruzu           | Takeshi Kitano       | Japonia           |
| Daleko od nieba        | Far from Heaven           | Todd Haynes          | Stany Zjednoczone |
| Brzemię przeszłości    | La forza del passato      | Piergiorgio Gay      | Włochy            |
| Frida                  | Frida                     | Julie Taymor         | Stany Zjednoczone |
| Przywódca              | Führer Ex                 | Winfried Bonengel    | Niemcy            |
| Człowiek z pociągu     | L’homme du train          | Patrice Leconte      | Francja           |
| Julia wraca do domu    | Julie Walking Home        | Agnieszka Holland    | Niemcy            |
| Siostry magdalenki     | The Magdalene Sisters     | Peter Mullan         | Irlandia          |
| Cudowne chwile         | 美麗時光 Mei li shi guang | Chang Tso-chi        | Tajwan            |
| Cisza po burzy         | Un monde presque paisible | Michel Deville       | Francja           |
| Nadzy                  | Nackt                     | Doris Dörrie         | Niemcy            |
| Mój głos               | Nha fala                  | Flora Gomes          | Portugalia        |
| Oaza                   | 오아시스 Oasiseu          | Lee Chang-dong       | Korea Południowa  |
| Droga do zatracenia    | Road to Perdition         | Sam Mendes           | Stany Zjednoczone |
| Tropiciel              | The Tracker               | Rolf de Heer         | Australia         |
| Prędkość maksymalna    | Velocità massima          | Daniele Vicari       | Włochy            |
| Podróż zwana miłością  | Un viaggio chiamato amore | Michele Placido      | Włochy            |

### Pokazy pozakonkursowe
Następujące filmy zostały wyświetlone na festiwalu w ramach pokazów pozakonkursowych:
| Tytuł polski                               | Tytuł oryginalny                           | Reżyseria | Kraj produkcji    |
| ------------------------------------------ | ------------------------------------------ | --- | ----------------- |
| 11.09.01                                   | 11'09"01 – September 11                    | Youssef Chahine, Amos Gitaj, Shōhei Imamura, Alejandro González Iñárritu, Claude Lelouch, Ken Loach, Samira Makhmalbaf, Mira Nair, Idrissa Ouédraogo, Sean Penn i Danis Tanović | Wielka Brytania   |
| B jak Béjart                               | B comme Béjart                             | Marcel Schüpbach | Szwajcaria        |
| Pośród obcych                              | Between Strangers                          | Edoardo Ponti | Kanada            |
| Krwawa profesja                            | Blood Work                                 | Clint Eastwood | Stany Zjednoczone |
| Magiczne pudełko                           | La boîte magique                           | Ridha Behi | Tunezja           |
| Błędny rycerz Don Kichot                   | El caballero Don Quijote                   | Manuel Gutiérrez Aragón | Hiszpania         |
| Klaun w Kabulu                             | Clown in Kabul                             | Enzo Balestrieri i Stefano Moser | Włochy            |
| Tancerz                                    | The Dancer Upstairs                        | John Malkovich | Stany Zjednoczone |
| Johan Padan a la descoverta de le Americhe | Johan Padan a la descoverta de le Americhe | Giulio Cingoli | Włochy            |
| K-19                                       | K-19: The Widowmaker                       | Kathryn Bigelow | Stany Zjednoczone |
| My Name Is Tanino                          | My Name Is Tanino                          | Paolo Virzì | Włochy            |
| Naqoyqatsi                                 | Naqoyqatsi                                 | Godfrey Reggio | Stany Zjednoczone |
| Gra Ripleya                                | Ripley’s Game                              | Liliana Cavani | Włochy            |
| 10 minut później: Wiolonczela              | Ten Minutes Older: The Cello               | Bernardo Bertolucci, Claire Denis, Mike Figgis, Jean-Luc Godard, Jiří Menzel, Michael Radford, Volker Schlöndorff i István Szabó                                                | Wielka Brytania   |

### Sekcja "Controcorrente"
Następujące filmy zostały wyświetlone na festiwalu w ramach sekcji "Controcorrente" o Nagrodę San Marco:
| Tytuł polski                           | Tytuł oryginalny                  | Reżyseria                    | Kraj produkcji    |
| -------------------------------------- | --------------------------------- | ---------------------------- | ----------------- |
| Bratnia dusza                          | L'anima gemella                   | Sergio Rubini                | Włochy            |
| Full Frontal. Wszystko na wierzchu     | Full Frontal                      | Steven Soderbergh            | Stany Zjednoczone |
| Niedotknięty przez Zachód              | Un homme sans l'Occident          | Raymond Depardon             | Francja           |
| Publiczna toaleta                      | 人民公廁 Hwajangshil eodieyo?     | Fruit Chan                   | Hongkong          |
| Ken Park                               | Ken Park                          | Larry Clark i Edward Lachman | Stany Zjednoczone |
| Lilja 4-ever                           | Lilja 4-ever                      | Lukas Moodysson              | Szwecja           |
| Lilly's Story                          | Lilly's Story                     | Roviros Manthoulis           | Grecja            |
| Muzyka na wesela i pogrzeby            | Musikk for bryllup og begravelser | Unni Straume                 | Szwecja           |
| Shadow Kill                            | നിഴൽക്കുത്ത് Nizhalkkuthu              | Adoor Gopalakrishnan         | Indie             |
| Umowa najmu                            | Nuomos sutartis                   | Kristijonas Vildžiūnas       | Litwa             |
| Zachód: Uniwersalna opowieść o miłości | Poniente                          | Chus Gutiérrez               | Hiszpania         |
| Czerwcowy wąż                          | 六月の蛇 Rokugatsu no hebi        | Shin’ya Tsukamoto            | Japonia           |
| Rosa la China                          | Rosa la China                     | Valeria Sarmiento            | Kuba              |
| Piątkowa noc                           | Vendredi soir                     | Claire Denis                 | Francja           |
| Święta lubieżnica                      | La virgen de la lujuria           | Arturo Ripstein              | Meksyk            |
| Wiosna w małym miasteczku              | 小城之春 Xiao cheng zhi chun      | Tian Zhuangzhuang            | Chiny             |
| Fatalna broń                           | 寻枪 Xun qiang                    | Lu Chuan                     | Chiny             |
| Więzienie dla kobiet                   | زندان زنان Zendan-e zanan         | Manijeh Hekmat               | Iran              |

## Laureaci nagród

### Konkurs główny
Złoty Lew
- Siostry magdalenki, reż. Peter Mullan

Grand Prix Jury
- Dom wariatów, reż. Andriej Konczałowski

Srebrny Lew dla najlepszego reżysera
- Lee Chang-dong − Oaza

Puchar Volpiego dla najlepszej aktorki
- Julianne Moore − Daleko od nieba

Puchar Volpiego dla najlepszego aktora
- Stefano Accorsi − Podróż zwana miłością

Nagroda Specjalna za indywidualny wkład artystyczny
- Edward Lachman za zdjęcia do filmu Daleko od nieba

Nagroda im. Marcello Mastroianniego dla początkującego aktora lub aktorki
- Moon So-ri − Oaza

### Sekcja "Controcorrente"
Nagroda San Marco za najlepszy film
- Wiosna w małym miasteczku, reż. Tian Zhuangzhuang

Nagroda Specjalna Jury
- Czerwcowy wąż, reż. Shin’ya Tsukamoto

Wyróżnienie Specjalne
- Publiczna toaleta, reż. Fruit Chan
- Święta lubieżnica, reż. Arturo Ripstein

### Wybrane pozostałe nagrody
Nagroda im. Luigiego De Laurentiisa za najlepszy debiut reżyserski
- Dwaj przyjaciele, reż. Spiro Scimone i Francesco Sframeli
- Lawirant, reż. Dylan Kidd

Srebrny Lew za najlepszy film krótkometrażowy w sekcji "Corto Cortissimo"
- Clown, reż. Irina Jewtiejewa
  - Wyróżnienie Specjalne:  Tempo, reż. Per Carleson

Nagroda FIPRESCI
- Konkurs główny:  Oaza, reż. Lee Chang-dong
- Sekcje paralelne:  Lawirant, reż. Dylan Kidd
- Film krótkometrażowy:  11.09.01, reż. Ken Loach (segment)

Nagroda im. Francesco Pasinettiego (SNGCI – Narodowego Stowarzyszenia Włoskich Krytyków Filmowych)
- Najlepszy włoski film:  Prędkość maksymalna, reż. Daniele Vicari
  - Wyróżnienie Specjalne:  Valerio Mastandrea − Prędkość maksymalna

Nagroda SIGNIS (Międzynarodowej Organizacji Mediów Katolickich)
- Oaza, reż. Lee Chang-dong
  - Wyróżnienie Specjalne:  Daleko od nieba, reż. Todd Haynes /  Tropiciel, reż. Rolf de Heer

Nagroda UNICEF-u
- Dom wariatów, reż. Andriej Konczałowski

Nagroda UNESCO
- 11.09.01, reż. Youssef Chahine, Amos Gitaj, Shōhei Imamura, Alejandro González Iñárritu, Claude Lelouch, Ken Loach, Samira Makhmalbaf, Mira Nair, Idrissa Ouédraogo, Sean Penn i Danis Tanović

Honorowy Złoty Lew za całokształt twórczości
- Dino Risi